# 移菊
移菊（うつろいぎく）とは晩秋のころ白菊が花弁の端から紫がかって来たものを言う。
有体に言ってしまえば、花弁に霜が触れるなどして植物組織が損傷を受け色が変わったもので、園芸用語で言う「霜焼け」に過ぎない。
しかし、平安貴族の紫への愛着から、ともすれば通常の白菊よりも美しいとさえされた。
原産地の中国で菊は晩秋の野に凛と立つ姿と清清しい芳香から四君子の一つとされ、「不正を寄せ付けぬ高潔さ」「不遇の際も変わらぬ友情」「長寿をもたらす仙人の霊薬」などとのイメージで愛された。
ところが、日本に渡ってから桜のように儚げなイメージをもたれるようになった。
平安朝の貴族は、盛りを過ぎかけた白菊がほのかに紫がかった風情をことさら優美なものとして愛好し、「一年に二度の盛りを迎える花」「冬枯れの直前まで美しく咲く花」と愛でた。
通常「うつろひたる花」は萎れてみすぼらしくなった花を示すが、「うつろひたる菊」に関しては美しいものとして別格に扱う。
重ねの色目にも採用されており、表は中紫、裏は青あるいは、表は紫で、裏が白。（山科流）
源氏物語にも「うつろひたる菊」などという呼び方で登場し、鑑賞するほかに挿頭や手紙の付け枝として利用されていたことがわかる。
秋をおきて時こそ有りけれ菊の花うつろふからに色のまされば（平貞文「古今和歌集」）「秋を過ぎてこそ菊は盛りだ。うちしおれていくほどに色の美しさが勝るのだから。」
紫にやしほ染めたる菊の花うつろふ色と誰かいひけむ（藤原義忠「後拾遺和歌集」）「紫に何度も染めたような美しい菊の花をうつろう色（通常は植物に「うつろう」は色褪せていく様子）だなどと誰が言ったのだろう」
他方、「関心が他へ移ろう」ことと掛けて、恋心が他へ移ったことを表す際にも使われる（「蜻蛉日記」など）。